# Округ Адер (Оклахома)
Адер (енгл. Adair County) је округ у америчкој савезној држави Оклахома.

## Демографија
По попису из 2010. године број становника је 22.683, што је 1.645 (7,8%) становника више него 2000. године.
| Група             | 2000.          | 2010.         |
| Белци             | 10.035 (47,7%) | 9.558 (42,1%) |
| Афроамериканци    | 38 (0,2%)      | 55 (0,2%)     |
| Азијати           | 20 (0,1%)      | 130 (0,6%)    |
| Хиспаноамериканци | 657 (3,1%)     | 1.197 (5,3%)  |
| Укупно            | 21.038         | 22.683        |